# Воейково (Рязанская область)
Воейково (Богородицкое) — село в Милославском районе Рязанской области России. Входит в состав Кочуровского сельского поселения. Стоит на реке Дон. Малая родина Героя Советского Союза Николая Краснова.

## География
Село расположено в центральной части Русской равнины, в пределах Среднерусской возвышенности и Окско-Донской равнины, в южной природно-экономической зоне Рязанской области, по берегу реки Дон, выполняющей роль административной границы с Липецкой областью. Примерно на расстоянии 1,5 километра (по прямой) к западу находилась деревня Красное Данковского района Липецкой области.

## История
Село в первой половине XVIII века вотчина поручика А.В. Воейкова. В последней четверти столетия усадьба принадлежала уездному предводителю дворянства коллежскому советнику С. В. Муромцеву (1733—1815), женатому на С. М. Кропотовой (ум. до 1788). Затем их сыну генерал-лейтенанту и кавалеру Н. С. Муромцеву (1766—1840). Далее и в начале XX века по родству прапорщику и кавалеру Н. П. Муромцеву. В имении Муромцевых во второй половине XIX века действовал винокуренный завод.
В начале XX века в селе была усадьба купца Дроздова и купчихи Брежневой.

## Население
| 1859 | 1897 | 1906  | 2010 |
| ---- | ---- | ----- | ---- |
| 733  | ↗832 | ↗1039 | ↘229 |

## Культура
В Воейкове действует общеобразовательная школа, библиотека и ДК. Главная достопримечательность — Храм Казанской иконы Божьей матери 1781 года (архитектор В. И. Баженов, 1781—1836, стиль барокко), построенная С. В. Муромцевым вместо прежней деревянной. Трапезная и две колокольни 1836 года в стиле ампир устроены Н. С. Муромцевым. Под храмом находился склеп, ныне пустой.

## Транспорт
Воейково связано асфальтированной дорогой с остальными центрами сельских административных округов. Два раза в неделю ходит автобус до пгт. Милославское.